# Richard McGonagle
Richard Francis McGonagle (Boston, 22 de outubro de 1946) é um dublador americano.

## Trabalhos

### Animações
- Avatar: The Last Airbender - Bato
- Ben 10 - Fourarms/Exo
- Star Wars: Clone Wars - General Grievous

### Video game
- Baten Kaitos Origins -
- Jak 3 - The Oracles
- Metal Gear Solid 3: Snake Eater - Lyndon B. Johnson
- No More Heroes - Dr. Peace
- The Incredible Hulk: Ultimate Destruction -
- Uncharted: Drake's Fortune - Victor Sullivan
- Uncharted 2: Among Thieves - Victor Sullivan
- Uncharted 3: Drake's Deception - Victor Sullivan
- Uncharted 4: A Thief's End - Victor Sullivan

### Filmes
- The Bucket List -
- Ben 10: O Segredo do Omnitrix
- (500) Days of Summer

### TV
- Close to Home - Juiz Lathrop
- Star Trek Voyager